# A Fugitive from Matrimony
A Fugitive from Matrimony er en amerikansk stumfilm fra 1919 af Henry King.

## Medvirkende
- H. B. Warner som Stephen Van Courtlandt
- Seena Owen som Barbara Riggs
- Adele Farrington som Mrs. E. Elmer Riggs
- Walter Perry som Zachariah E. Riggs
- Christine Mayo som Edythe Arlington